# Chính quyền quân sự Anh tại Mã Lai
Chính quyền quân sự Anh tại Mã Lai (tiếng Anh: British Military Administration, viết tắt là BMA) là quản trị viên lâm thời của Mã Lai thuộc Anh từ tháng 8 năm 1945, kết thúc chiến tranh thế giới thứ hai, để thành lập Liên minh Mã Lai vào tháng 4 năm 1946. BMA nằm dưới sự chỉ huy trực tiếp của Tư lệnh Đồng minh tối cao Đông Nam Á Châu Á, Lord Louis Mountbatten. Chính quyền có chức năng kép là duy trì sinh hoạt cơ bản trong thời kỳ tái chiếm, và cũng áp đặt cơ cấu nhà nước mà quyền lực đế quốc sau chiến tranh sẽ bình yên.

## Nhân sự
Mặc dù tên của nó (Cục quản lý quân sự Anh) ngụ ý BMA chủ yếu là một tổ chức quân sự. tuy nhiên có các cố vấn dân sự và nhiều quan chức quân đội là thường dân, nó thường tỏ ra thờ ơ với các mối quan tâm phổ biến. Một yếu tố phức tạp là BMA có vài quản trị viên chuyên nghiệp dày dạn gọi cho ai. Gần ba phần tư nhân viên cấp cao không có kinh nghiệm trước đây trong chính phủ và chỉ một phần tư nhân viên cấp cao của Bộ Dân sự có bất kỳ kiến thức nào về Malaya. Hơn nữa, thành phần vũ trang của BMA là một nguồn khiếu nại vô số. Như một nhà quan sát người Anh đã lưu ý, "Nói chung, Quân đội đã hành xử, và điều này cũng đúng với các sĩ quan, như thể họ đang ở trong lãnh thổ của kẻ thù bị chinh phục".